# Халлок (город, Миннесота)
Халлок (англ. Hallock) — город в округе Китсон, штат Миннесота, США. На площади 5,4 км² (5,4 км² — суша, водоёмов нет), согласно переписи 2002 года, проживают 1196 человек. Плотность населения составляет 221,3 чел./км².
- Телефонный код города — 218
- Почтовый индекс — 56728, 56740, 56755
- FIPS-код города — 27-26576[1]
- GNIS-идентификатор — 0644582[2]